# 元献皇后
元献皇后（げんけんこうごう、? - 729年）は、唐の玄宗の妃嬪で粛宗の生母。皇后を追贈された。姓は楊氏。妃嬪として楊貴嬪とも呼ばれる。

## 生涯
景雲元年 (710年）8月、皇太子の李隆基（後の玄宗）の後宮に入った。まもなく妊娠したが、その頃玄宗は太平公主の勢力を恐れ、子供も新たには欲せず、楊氏の子を堕胎しようとした。しかし、玄宗は自ら堕胎薬を煮ている間に、薬缶がひっくり返る夢を見た。玄宗は夢の内容を張説と相談した。張説が堕胎が不吉と言ったため玄宗は取りやめ、粛宗は無事に誕生した。
玄宗の即位後には斉国公主を産んだ。玄宗は、張説が息子の命を救ってくれたことに感謝していたため、斉国公主を張説の次男の張垍と結婚させた。
開元17年（729年）、楊氏は病死し、細柳原に葬られた。
粛宗は開元26年（738年）に皇太子に立てられ、至徳元載（756年）に即位した。玄宗は粛宗に譲位して上皇になったが、その命により楊氏は元献皇后の諡号で皇后位を追贈された。また、泰陵に改葬された。

## 伝記資料
- 『旧唐書』巻52 列伝第2
- 『新唐書』巻76 列伝第1